# Stuart Welch
Stuart Welch (født 15. november 1977 i Sydney) er en australsk tidligere roer og dobbelt olympisk medaljevinder.
Welch var med i den australske otter, der vandt sølv ved OL 2000 i Sydney. Efter at have vundet sit indledende heat over blandt andet Storbritannien måtte australierne i finalen se briterne være hurtigst og vinde guld, mens Kroatien tog bronzemedaljerne. I australiernes båd sad sammen med Welch Christian Ryan, Alastair Gordon, Nick Porzig, Rob Jahrling, Mike McKay, Dan Burke, Jaime Fernandez og styrmand Brett Hayman.
Fire år senere, ved OL 2004 i Athen, var han igen med i båden, der i indledende heat satte olympisk rekord. Rekorden holdt dog kun, til amerikanerne roede deres indledende heat, idet de roede over tre sekunder hurtigere. I finalen kom kampen om guldet til at stå mellem USA og Kroatien, hvor førstnævnte løb af med sejren, mens australierne tog bronzen. Kun to af australierne var med i båden, der vandt sølv fire år inden. Besætning bestod af Stefan Szczurowski, Stuart Reside, James Stewart, Geoff Stewart, Bo Hanson, Stephen Stewart, Mike McKay, Welch og styrmand Michael Toon.

## OL-medaljer
- 2000:  Sølv i otter
- 2004:  Bronze i otter